# Bodhån
Bodhån är en sjö i Härjedalens kommun i Härjedalen och ingår i Ljusnans huvudavrinningsområde. Sjön har en area på 0,131 kvadratkilometer och ligger 914,5 meter över havet. Sjön avvattnas av vattendraget Anderssjöån.

## Delavrinningsområde
Bodhån ingår i det delavrinningsområde (694764-131861) som SMHI kallar för Utloppet av 694751-131818. Medelhöjden är 918 meter över havet och ytan är 0,27 kvadratkilometer. Räknas de 4 avrinningsområdena uppströms in blir den ackumulerade arean 12,56 kvadratkilometer. Anderssjöån som avvattnar avrinningsområdet har biflödesordning 3, vilket innebär att vattnet flödar genom totalt 3 vattendrag innan det når havet efter 415 kilometer. Avrinningsområdet består mestadels av skog (70 procent). Avrinningsområdet har 0,08 kvadratkilometer vattenytor vilket ger det en sjöprocent på 30,2 procent.